# Піраміда (споруда)

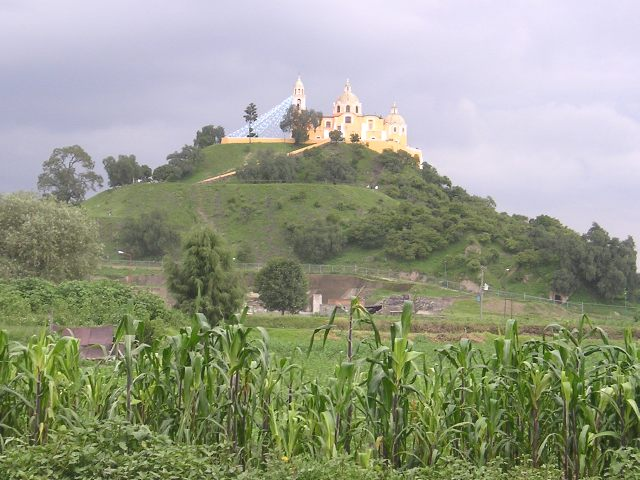
Велика піраміда Чолули (Мексика) з католицькою церквою на вершині

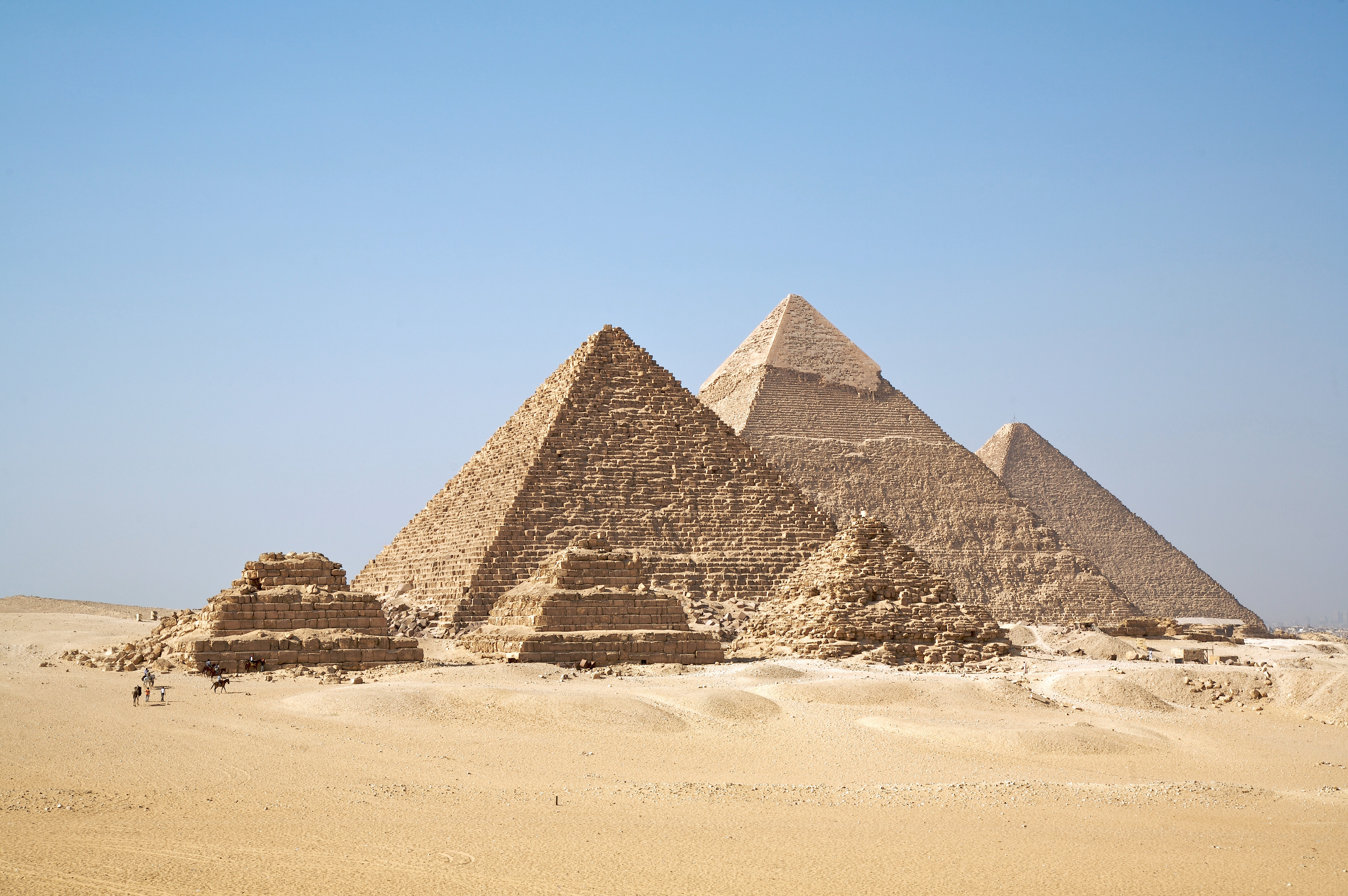
Некрополь Ґізи (Єгипет)

Пірамі́да (від грец. πυραμίς, род. відм. πῡρᾰμῐ́δος) — споруда у формі, зазвичай правильної геометричної піраміди, у якої бічні сторони мають форму рівнобедреного трикутника з вершинами, що збігаються в одній точці. Основа може бути трикутною, чотирикутною або мати форму багатокутника з будь-яким числом вершин, однак найпоширенішою версією є чотирикутна основа. Часто піраміди не є ідеальними геометричними пірамідами, а збудовані у формі зрізаних пірамід чи каскадів окремих терас, розмір яких зменшується з висотою.
У суцільній піраміді центр маси знаходиться досить низько, а верхні частини конструкції лежать на ширших та стабільних нижніх шарах, що дозволяло стародавнім цивілізаціям, які не мали достатніх знань про будівництво, споруджувати стабільні монументальні споруди.
Протягом тисячоліть найбільшими штучними спорудами на Землі були саме піраміди, зокрема перші піраміди Дахшурського некрополя, піраміди Ґізи (єдине з Семи чудес світу, яке збереглося до наших днів, у тому числі найвища у світі Піраміда Хеопса 136 м заввишки, Велика піраміда Чолули, найбільша за об'ємом у світі, 4,45 млн м³), піраміди Теотіуакана, найвища з яких — Піраміда Сонця, 75 м заввишки.

## Стародавні піраміди

### Межиріччя

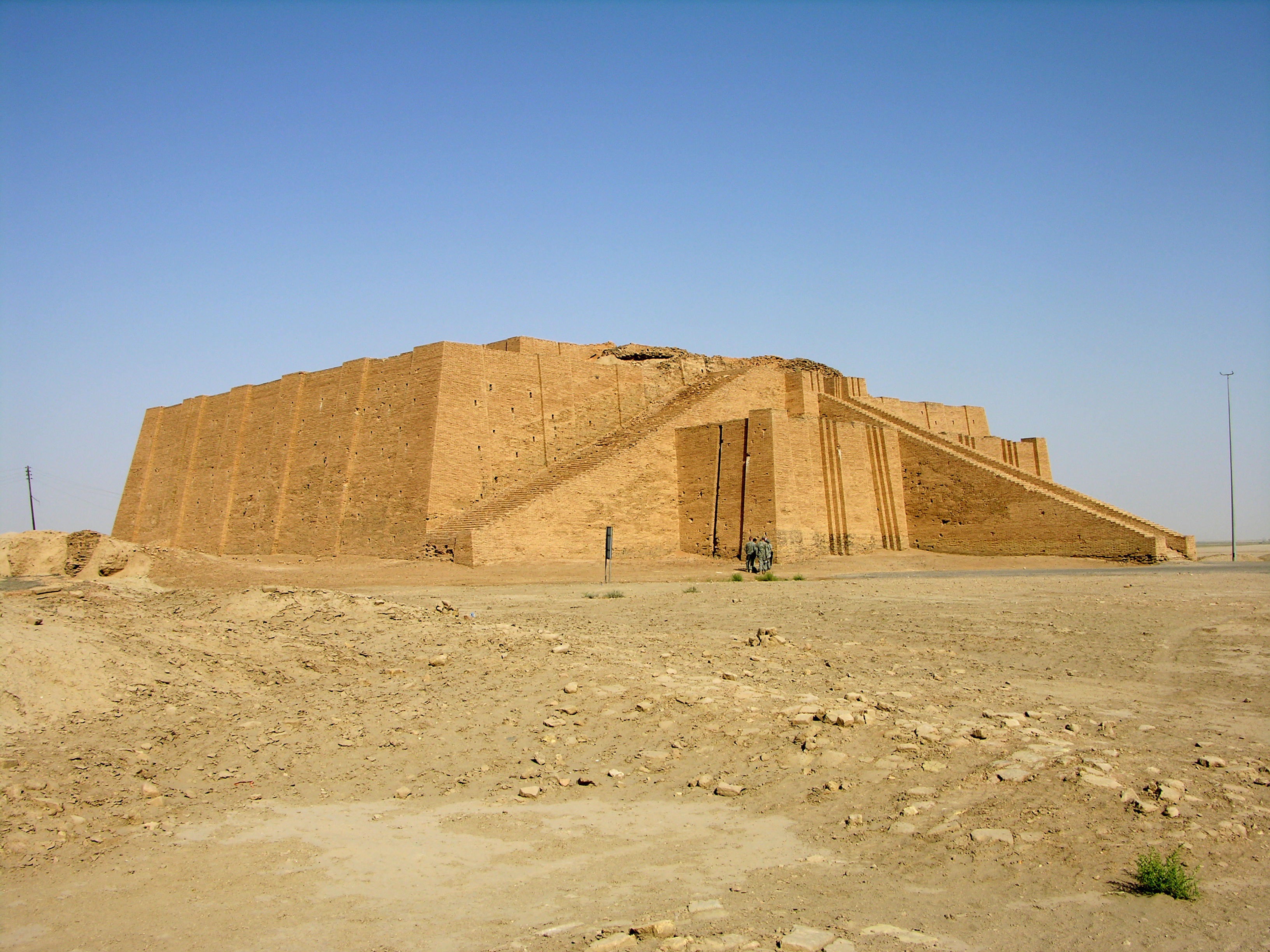
Зикурат царя Ур-Намму в Урі, кінець ІІІ-го тис. до н. е. (реконструкція, Ірак)

Найстаріші пірамідоподібні структури, так звані зикурати (від аккадського ziqqurrat — вершина, зокрема вершина гори), східчасті культові споруди, будувалися мешканцями стародавнього Межиріччя. Такі споруди були типовими для вавилонської, еламської, ассирійської та шумерської культур починаючи з кінця IV тисячоліття до н. е. Зикурати також були першими в історії людства центрами науки, своєрідними обсерваторіями, в яких жерці спостерігали за небесними світилами та життям Усесвіту. Їх зводили з саману й яскраво розфарбували. Проте, через недовговічний будівельний матеріал, вони руйнувались, потім, знову відновлювались, через що не збереглися до наших часів у первісному вигляді.
Зикурат є баштою з розміщених одна на одній звужених догори платформ — паралелепіпедів або зрізаних пірамід, кількістю від 3-х — у шумерів до 7-ми — у вавилонян, що не мали інтер'єру, за винятком верхнього майданчика, на якому розташовувалося святилище — «житло Бога». Тераси з'єднувались сходами або пандусами, стіни розділялися прямокутними нішами. Поруч з зикуратом розташовувався храм, його вважали оселею Богів, а не приміщенням для ритуалів, обрядів і молитов. Усередині зикуратів розташовувались кімнати, в яких мешкали священники та храмова прислуга.

### Стародавній Єгипет

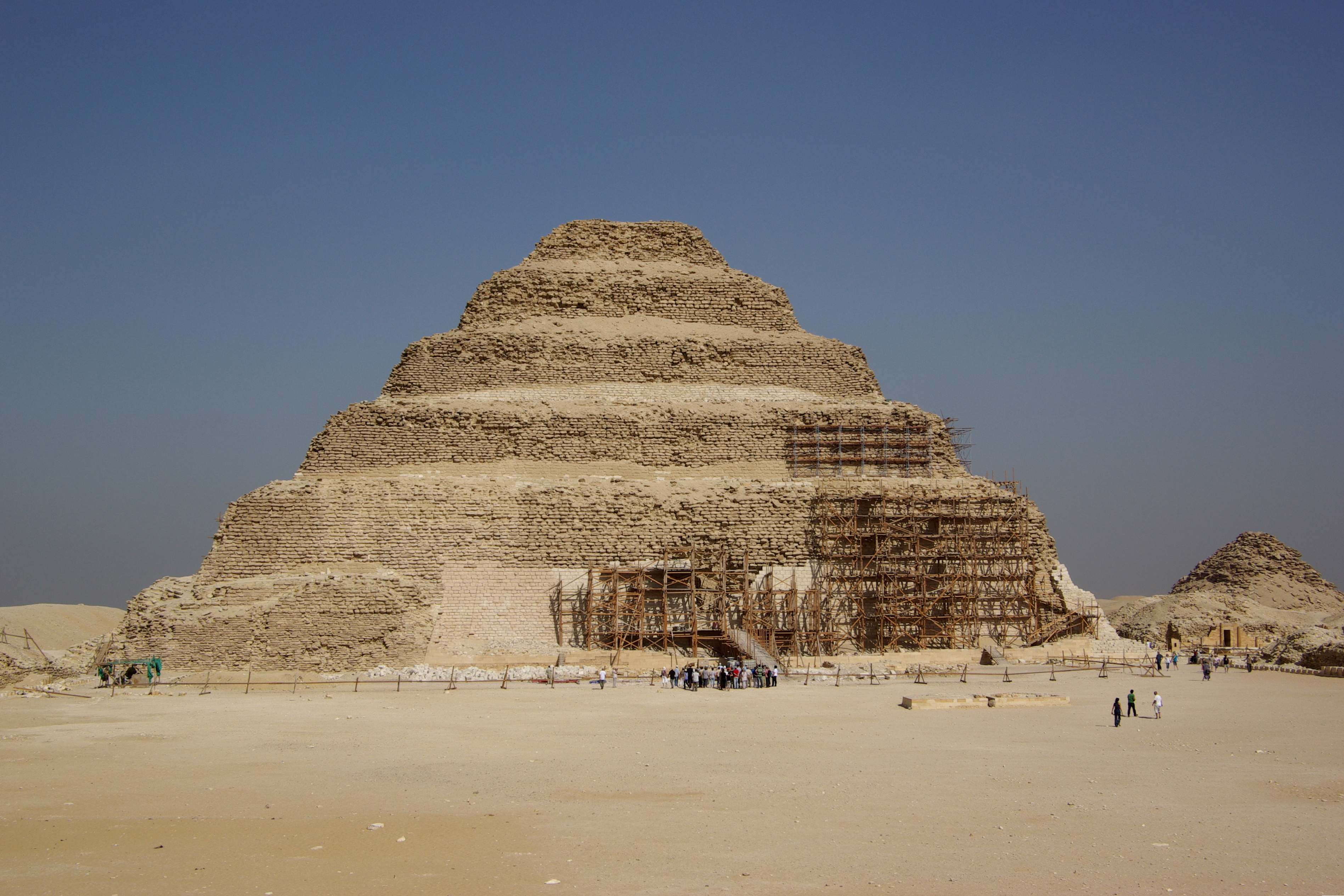
Ступінчата піраміда Джосера (Єгипет)

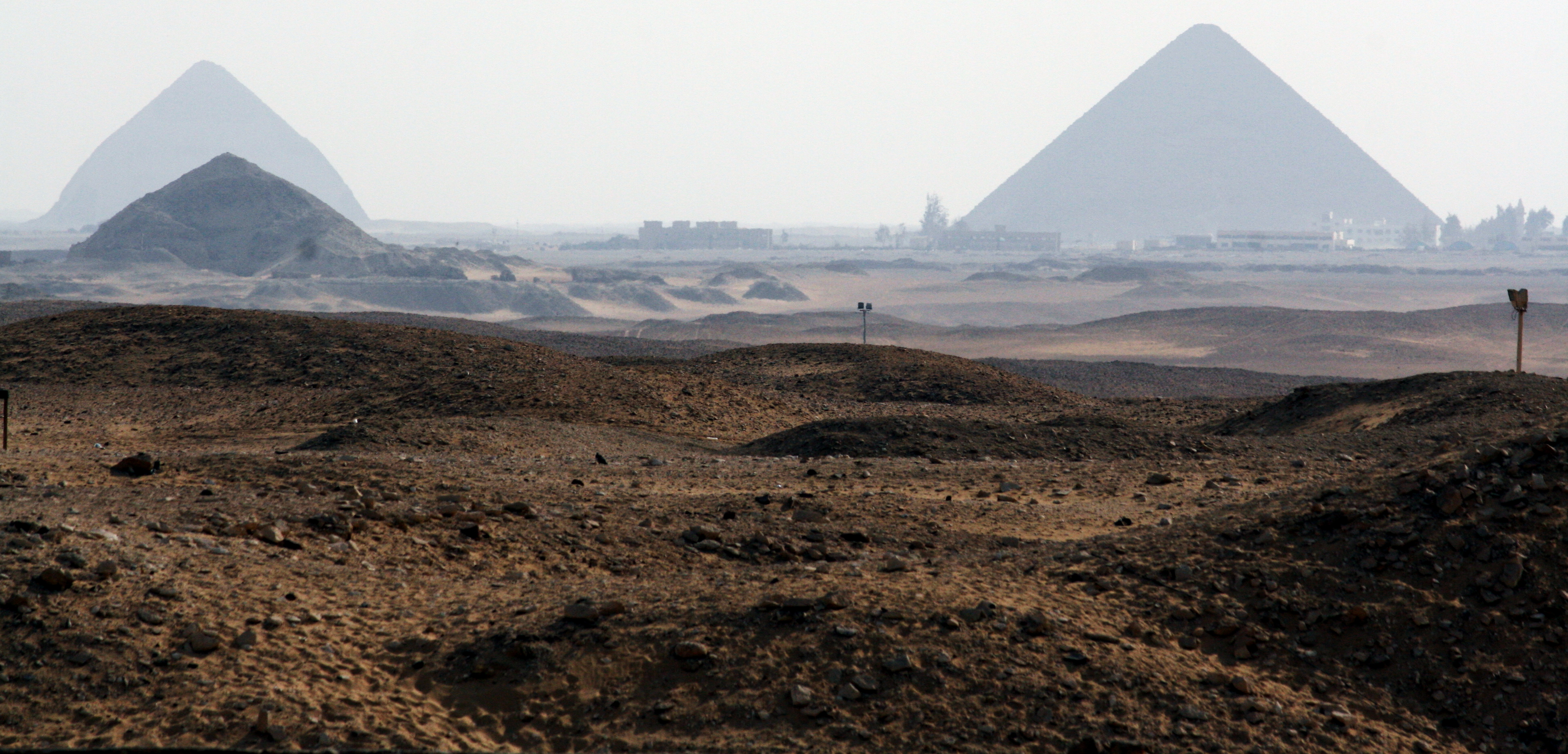
Піраміди Дахшура в Єгипті

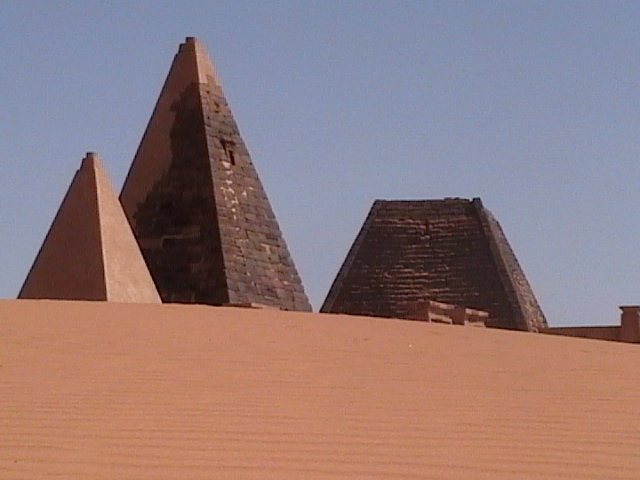
Нубійські піраміди поблизу міста Мерое (Судан)

Класичним прикладом пірамід є саме єгипетські піраміди — величезні монументи, збудовані з каменя або цегли, деякі з них протягом тривалого часу були одними з найбільших збудованих людиною споруд на Землі.
Перша піраміда — східчаста піраміда Джосера, побудована приблизно у 2670 році до нашої ери, нагадує декілька поставлених один на одну, щораз менших за розмірами, плит. Швидше за все, саме таким був задум архітектора цієї піраміди, Імхотепа, що розробив такий спосіб кладки з тесаного каменю. Давні єгиптяни глибоко шанували зодчого першої піраміди, і навіть убожествили його. Він вважався сином бога Пта, покровителя мистецтв і ремесел. Сама піраміда Джосера розташована в Саккарі, неподалік від древнього Мемфіса. Її висота становить 62 метри.
В Єгипті піраміди були перш за все гробницями, пов'язаними з розвинутим у Стародавньому Єгипті культом смерті. Будівництво пірамід у Єгипті досягло розквіту близько 2575–2150 років до н. е. та виразилося у спорудженні комплексу пірамід біля Ґізи. Всього ж станом на 2008 рік в Єгипті було відкрито і досліджено 138 пірамід, за цим показником Єгипет є першим у світі (другим йде Судан). Найбільшою в Єгипті та однією з найбільших у світі є Піраміда Хеопса в Ґізі. До спорудження Лінкольського собору в 1311 році, вона була найвищою будівлею у світі. Її основа займає площу 52600 м². Поверхні більшості пірамід були вкриті полірованим вапняком, але ці плити переважно не збереглися через ерозію та використання пізнішим місцевим населенням як будівельного матеріалу чи вандалізацію (від арабського населення як варварських, на їх думку, споруд).

### Нубія
До наших днів на території Судану (стародавня історична область Нубія) збереглося приблизно 220 нубійських пірамід, розташованих на трьох ділянках. Ці піраміди слугували гробницями царів та цариць держав Напати і Мерое. Хоча їхнє призначення схоже до ролі єгипетських пірамід, архітектурний стиль був дуже відмінним. Зокрема, ці піраміди мали набагато крутіші схили та чітко виділені входи. Будівництво пірамід в Нубії продовжувалося приблизно до 300 року.

### Стародавня Греція

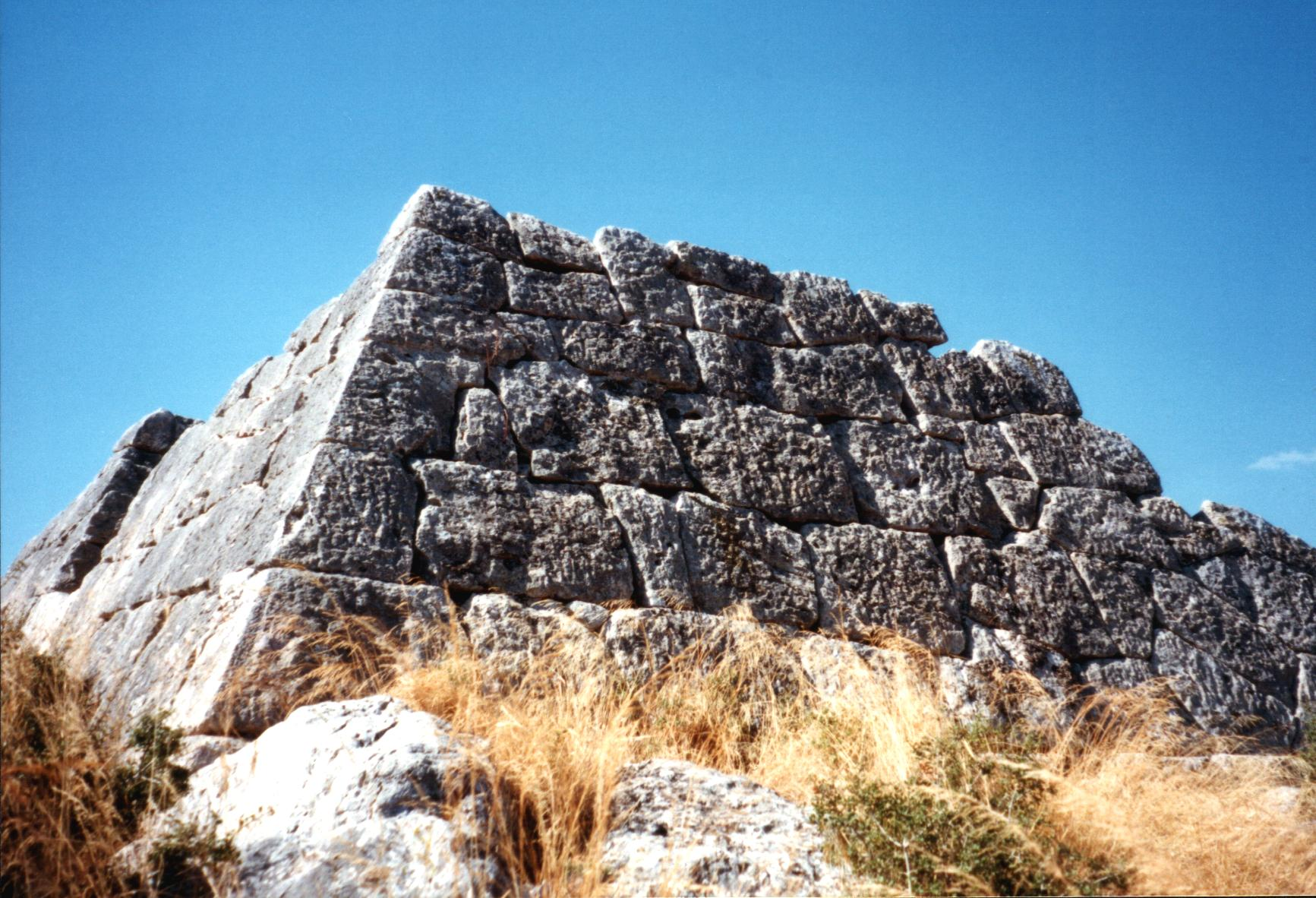
Залишки піраміди в Еллініко (Греція)

На території сучасної Греції виявлено декілька стародавніх пірамід. Частина з них практично повністю зруйнована і від них залишилися лише обриси. Деякі ж частково збереглися. Найвідоміші піраміди знаходяться: перша — неподалік села Еллініко (грец. Ελληνικό), в п'яти милях від міста Аргос, друга — біля селища Лігуріо в районі Епідавра і третя — ймовірно гробниця царя Фіви — Амфіона. Грецькі піраміди досліджені мало, не існує чітких доказів їх основного призначення, що породжує багато дискусій між археологами.
Піраміда Еллініко збудована з вапнякових блоків, котрі добували скоріше за все з навколишніх пагорбів. Розміри основи піраміди 14×12,5 м, висота понад 8,5 м. Піраміда виконана порожнистою і має з однієї сторін вхід. Археологи, які досліджували місцевість гори, прийшли до висновку, що вона була побудована між 2700 і 400 роками до нашої ери.
Лігурійська піраміда розташовується в північно-західній частині півострова Пелопоннес. Розміри основи становлять 14×12 м. Після того, як її досліджували археологи та інші фахівці, вони прийшли до висновку про те, що вона була побудована приблизно за 2100 років до нашої ери. Але загадка до цього часу залишається, позаяк є багато незвіданих ділянок.
Гробниця Амфіона, яка споруджена з пагорба, перетвореного на східчасту піраміду. Цей пагорб безпосередньо пов'язаний з історією заснування міста Фіви. Засновником Фів вважається Амфіон, син Зевса і Антіопи. Археологи виявили в надрах пагорба широко розгалужену систему тунелів і підземних приміщень, із гробницею розміром 2,20×1,15 м на вершині, зробленою з плит вапняку, яка цілком можливо була могилою Амфіона і Зета.
Грецький археолог Теодорос Спіропулос визначив і час будівництва гробниці Амфіона — 2500–2000 роки до нашої ери, що дало можливість йому припустити, що Амфіон і його брат Зет були єгипетськими колоністами й принесли в Грецію єгипетські традиції.

### Іспанія

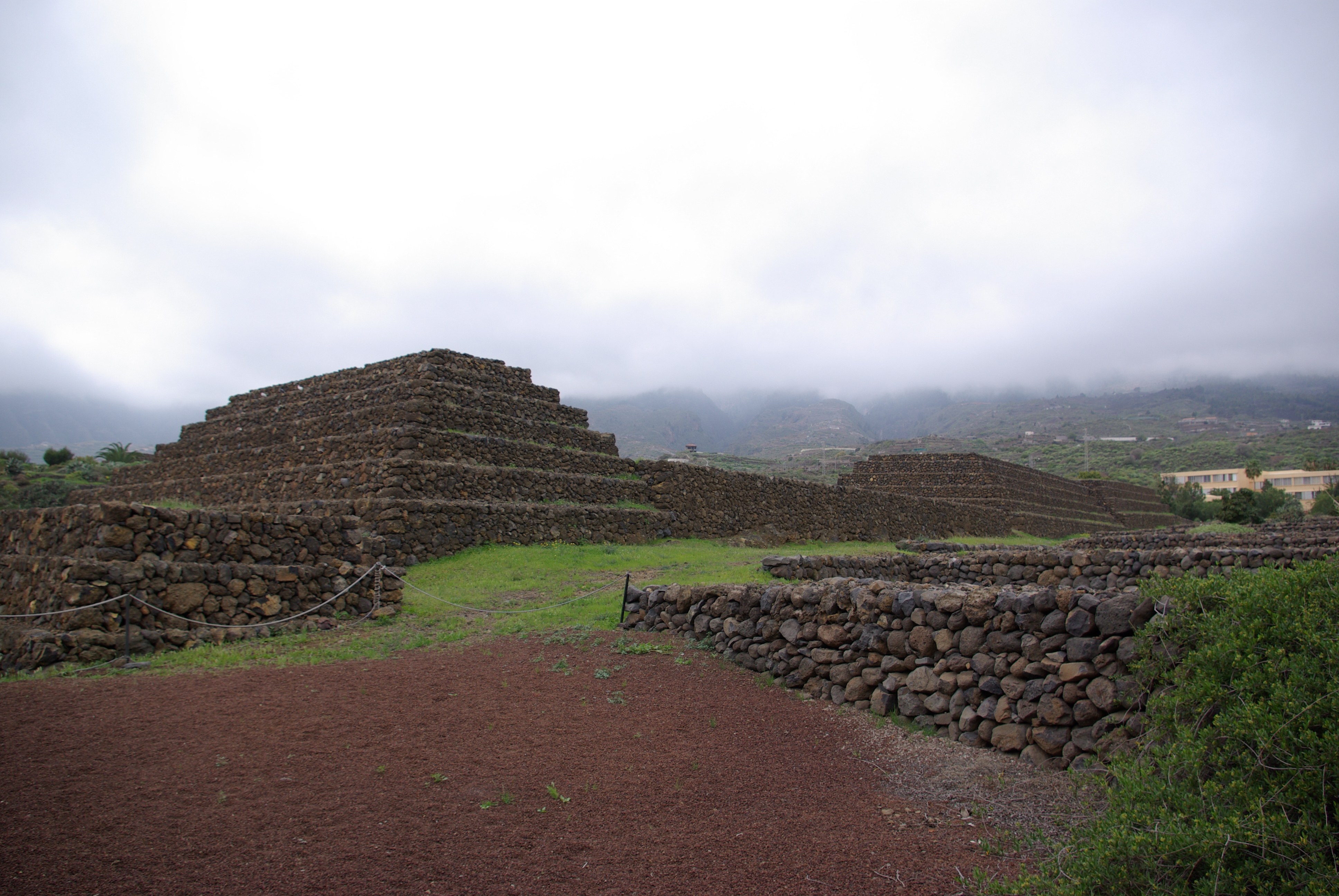
Піраміди в Ґуїмар (Канарські острови)

Піраміди в Ґуїмар розташовані в селі Ґуїмар (ісп. Güímar) на східному узбережжі острова Тенерифе, що входить в архіпелаг Канарських островів, Іспанія. Декілька східчастих пірамід із прямокутною основою, що є помітно схожими із пірамідами мая та ацтеків в Мексиці, досі є загадкою для археологів.
Протягом тривалого часу вважалось, що піраміди були насипані місцевими селянами, котрі складали виоране каміння на межах своїх полів, що справді було поширеною практикою на Канарах. Старі фотографії та перекази місцевих жителів підтверджують, що піраміди колись були в багатьох місцях на острові, але з часом були зруйновані місцевими жителями, що вважали їх непотрібними, каміння з них було використано як дешевий будівельний матеріал. В самому селі Ґуїмар колись було 9 пірамід, із яких залишилося 6.
В 1991 році відомий дослідник Тур Геєрдал вивчав піраміди та відкрив, що вони не можуть бути випадковим чином насипаними купами каміння. Каміння на кутах пірамід, наприклад, має явні сліди попередньої обробки, також майданчики, на котрих вони були складені, були вирівняні перед початком будівництва. Саме каміння походить не із навколишніх полів, а із застиглої лави. Геєрдал також виявив, що піраміди орієнтовані не випадковим чином, а дозволяють спостерігати певні астрономічні події. Геєрдал, однак, не знайшов відповіді ні на запитання про те, хто збудував піраміди, ані на запитання про їх вік.

### Китай

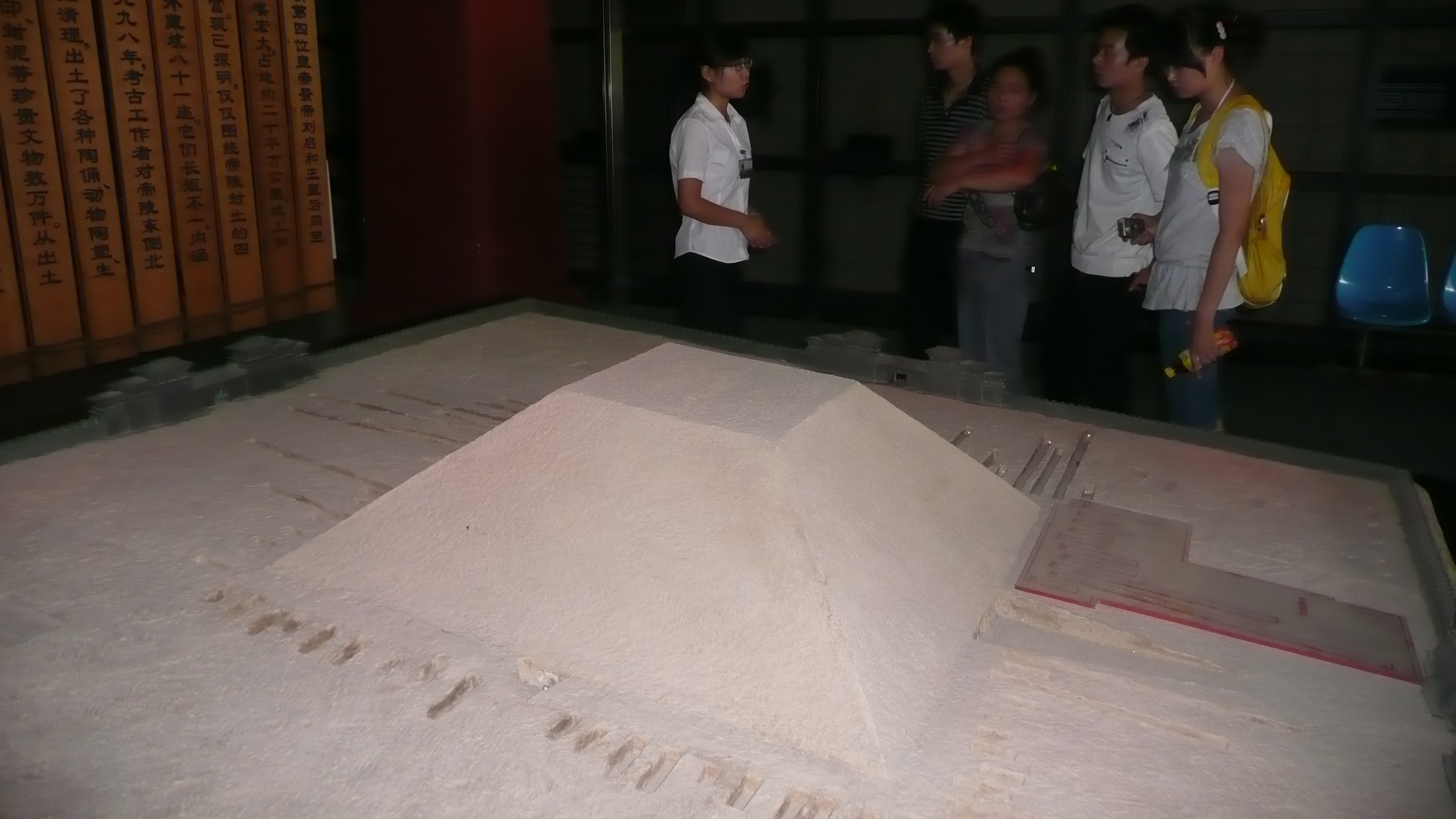
Модель китайської піраміди

Китайські піраміди — комплекс стародавніх поховань (курганів), що включає близько 100 пам'яток. Більшість будівель розташовані в радіусі 100 км від міста Сіань провінції Шеньсі.
Інформація про існування китайських пірамід прийшла двома хвилями. Перші відомості про існування «Білої Піраміди» були доставлені в 1945 р. пілотами США, подальша розвідка підтвердила існування пірамідальних пагорбів північніше міста Сіань. За офіційною інформацією китайської влади піраміди є похоронними курганами правителів західної династії Хань.
До середини 1980-х років китайські піраміди залишалися поза увагою світової громадськості і лише потім стала з'являтися більш докладна інформація щодо них. Найвідомішими є курган Маолін і мавзолей імператора Цінь Ши Хуан-ді, який, при 350 м довжини основи і 200 м висоти, став місцем розкопки знаменитої Теракотової армії.

### Мезоамерика

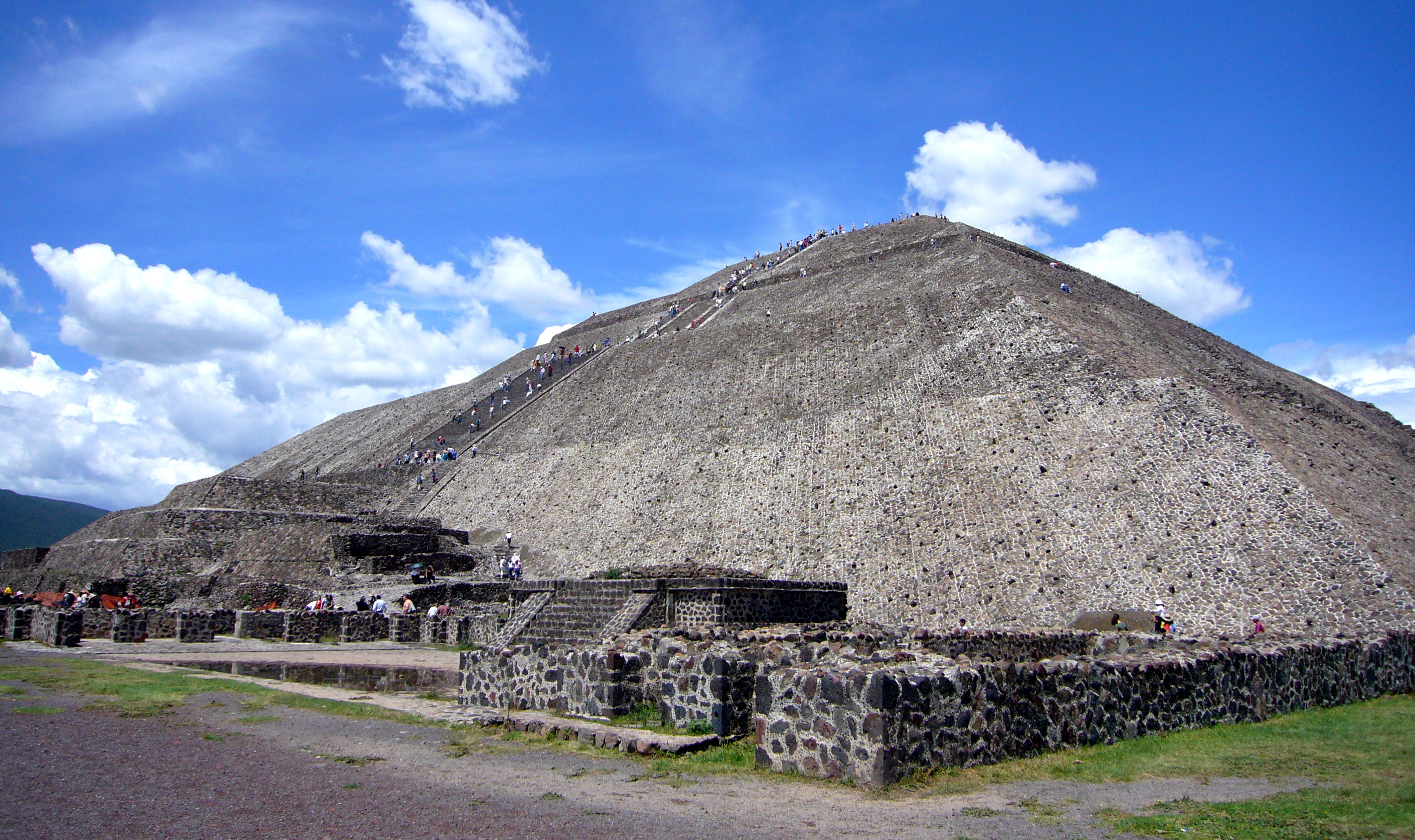
Піраміда Сонця (Мексика)

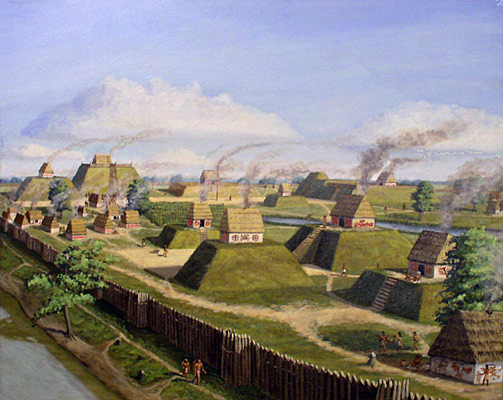
Піраміди індіанців

Будівлі у формі пірамід споруджували також індіанські народи Центральної Америки. Мезоамериканські піраміди зазвичай були східчастими і завершувалися храмом на верхній платформі. Ця риса більше властива зикуратам, ніж Єгипетським пірамідам.
Найбільша за об'ємом піраміда, Велика піраміда Чолули, стоїть у мексиканському штаті Пуебла. Ця піраміда вважається найбільшою монументальною спорудою, що коли-небудь зводилася у світі. Її розкопки ще не завершені й продовжуються досі. Третя у світі за величиною піраміда, Піраміда Сонця в Теотіуакані теж розташована у Мексиці. Піраміда незвичної округолої форми є в Куїкуїлько, яке тепер лежить у межах Мехіко. Ця піраміда майже повністю вкрита лавою із вулкана Хілте, виверження якого відбулося у першому столітті до Христа. Кілька округлих східчастих пірамід, які називають Хуакімотонами є також у Теучітлані, Халіско.
Мексиканські піраміди часто використовувалися як місця людських жертвопринесень. Наприклад, для повторного освячення Піраміди Сонця у 1487, якщо вірити записам ацтеків, було принесено в жертву 80 400 людей впродовж чотирьох днів.

### Північна Америка
Цивілізації доколумбової Північної Америки досить часто споруджували пірамідальні структури. Серед найбільших і найвідоміших таких структур перебуває Монкс-Маунд (збудовано близько 1100 р. н. е.), у якого основа є більшою, ніж у Великої піраміди в Гізі. Піраміди, переважно грали важливу роль у релігійному житті народів, задокументовано їх використання як домівок вождів, склепів, танцювальних майданчиків тощо.

### Римська імперія

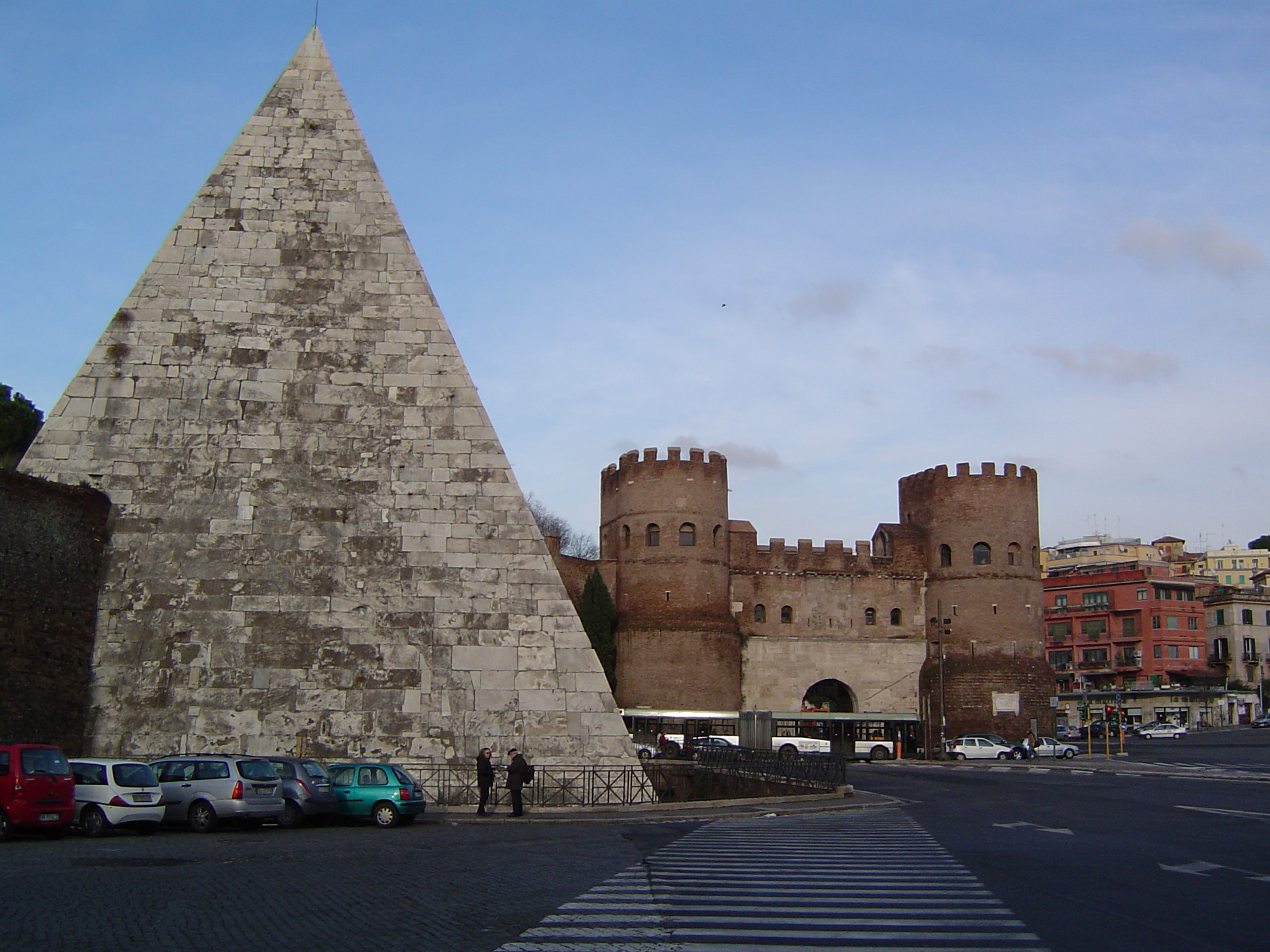
Піраміда Цестія (Італія)

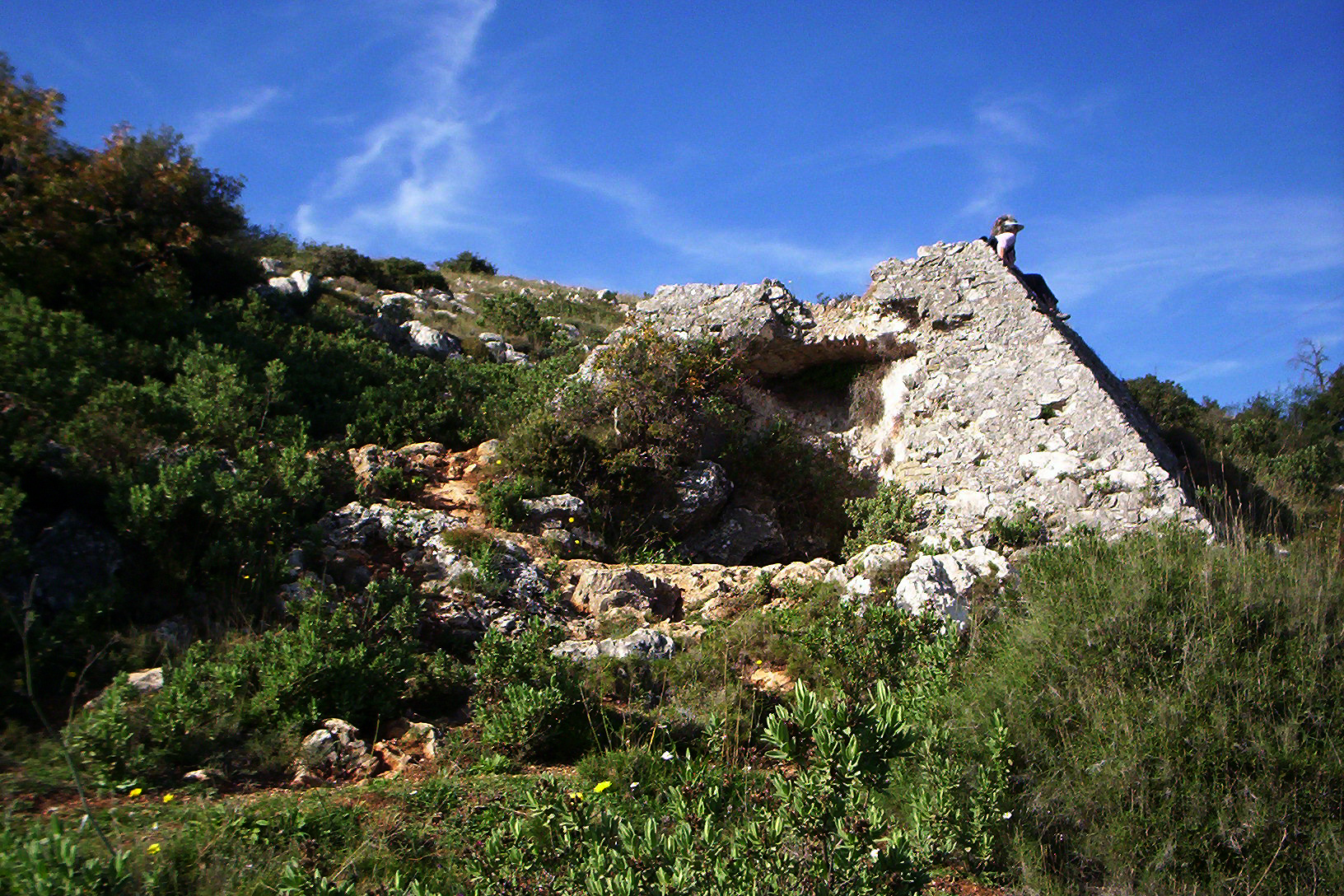
Піраміда у Фаліконі (Франція)

Піраміда Цестія — давньоримський мавзолей у формі неправильної піраміди на Авентині в Римі. Збудований поміж 18 і 12 роками. до н. е. для Гая Цестія Епулона (римського претора). Являє собою споруду з бетону, що чудово збереглася та облицьована цеглою і мармуром. Висота її становить 125 римських футів (або 36,4 метра), довжина основи — 100 римських футів (30 метрів). Всередині піраміди знаходиться склеп довжиною 5,95 м, шириною 4,10 м і висотою 4,80 м.
Пам'ятник найбільше нагадує нубійські піраміди в Мерое (тепер Судан) з їх великим кутом нахилу. Це дає нагоду припустити, що Цестій брав участь у бойових діях римлян в тих краях в 23 р. до н. е., де і були запозичені пропорції піраміди.
Піраміда Цестія була не єдиною в Римі. Ще більша за розмірами споруда до XV ст. стояла у Ватикані (Цестієва і Ватиканська піраміди, є першими і останніми спробами в античному світі збудувати гладкостінні пірамідальні поховання поза єгипетсько-нубійською культурною областю). У Середні віки вважалося, що в Цестієвій піраміді був похований Рем, а у Ватиканській піраміді — його брат Ромул.

### Європа

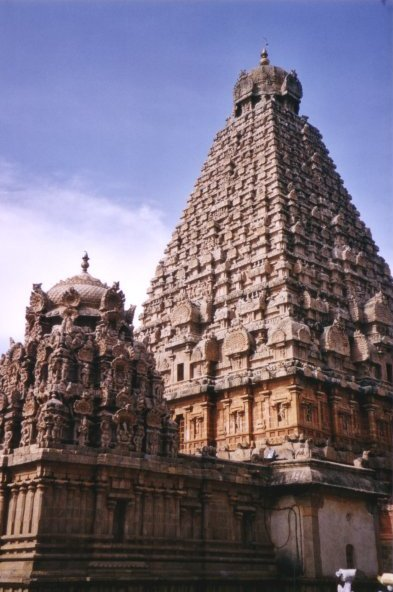
Головна пірамідальна гопура храму Тханджавур (Індія)

- Піраміда у Фаліконі — частково зруйнована піраміда на околицях містечка Фалікон біля Ніцци (Франція). Розміри основи становлять близько 5-6,5 м. Час будівництва піраміди і її призначення достовірно не встановлені[11].
- Піраміда Карлсруе — кам'яна піраміда на Ринковій площі Карлсруе (Німеччина) і символ міста. Піраміда була зведена з пісковика в 1823 р. архітектором Фрідріхом Вайнбреннером над гробницею маркграфа Карла III Вільгельма. Висота 6,81 м, довжина сторони основи — 6,05 м.

### Індія

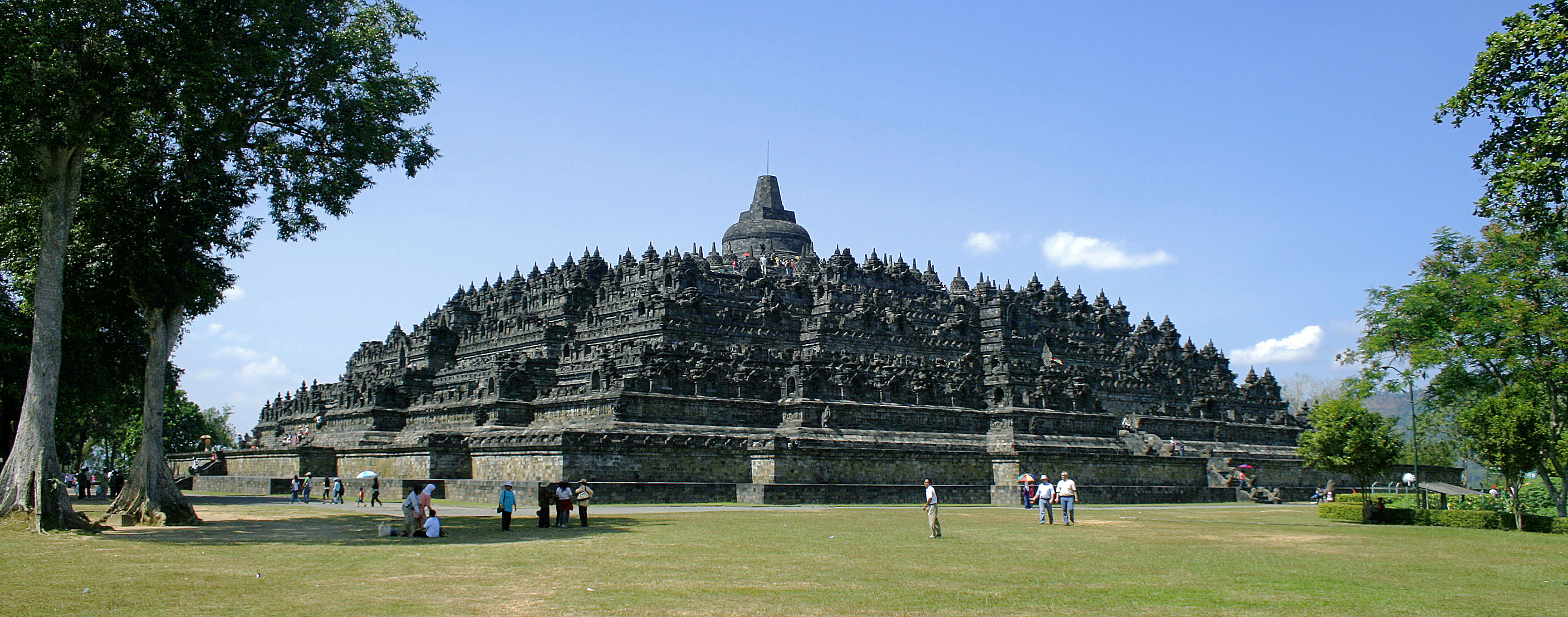
Боробудур, центральна Ява

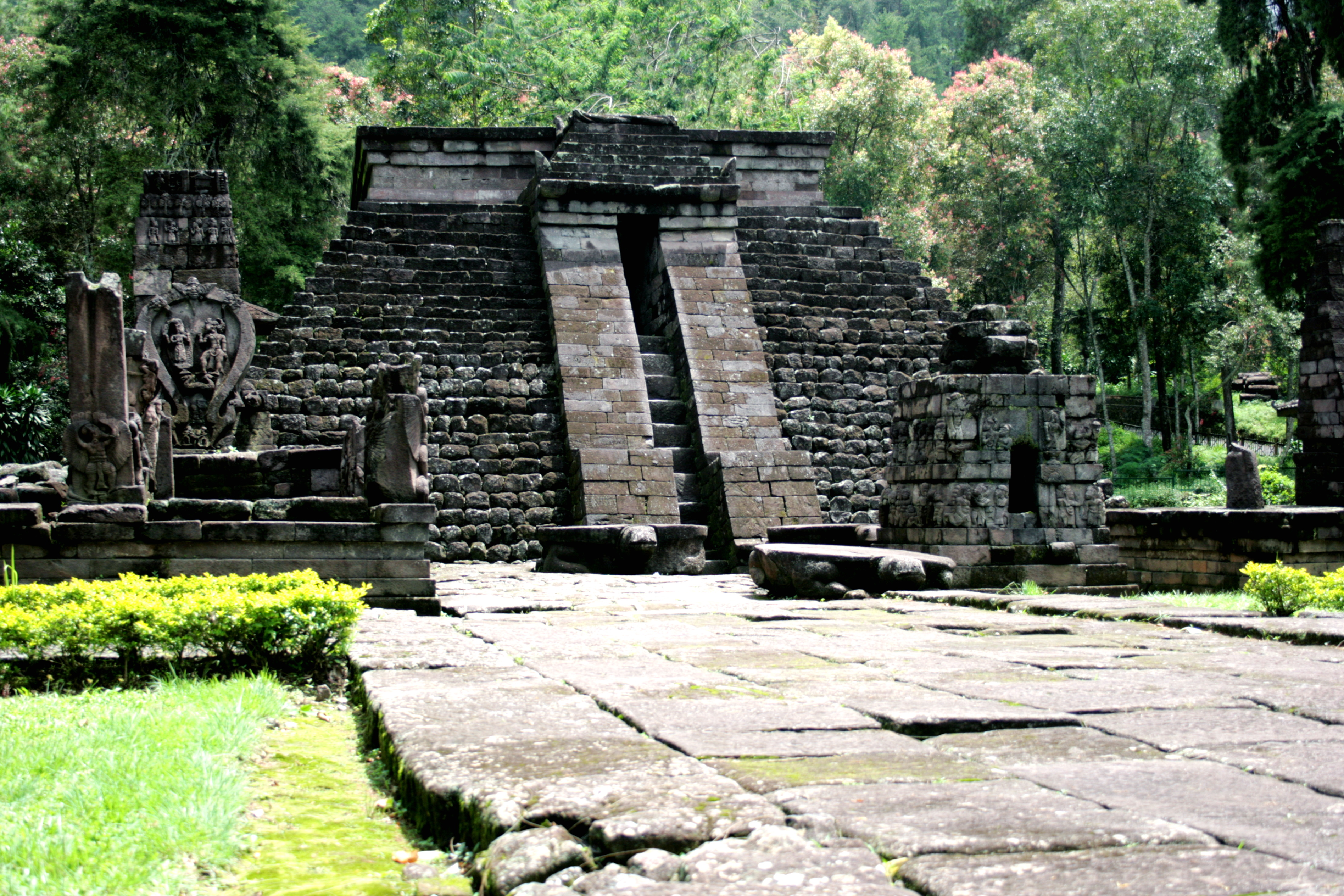
Храм Чанді Сукух, центральна Ява

У Південній Індії в часи держави Чола було спорудежно багато гранітних храмових пірамід, і деякі з них досі використовуються для релігійних церемоній. Серед них храм Брахідеешварар в Тханджавурі, Ґанґайконда-Чолапурам та Айраветасвара в Дарасурамі. Проте, найбільшою храмовою пірамідою регіону є Шрі Рангам у Шрірангамі, Тамілнад. Храм Танджавур збудував у 11 ст. раджа Чола. Храм Брахідеешварар ЮНЕСКО у 1987 проголосило пам'яткою світової спадщини. Храми Ґанґайконда-Чолапурам та Айраветасвара було додано у 2004.

### Індонезія
Спорудження земляних і кам'яних східчастих пірамід, які називали Пунден Берундак, властиве мегалітичним культурам австронезійців. Залишки таких споруд археологи виявили в західних районах острова Яви. Індонезійці вірили, що душі їхніх предків живуть у горах та високих місцях, і піраміди будувалися для них.
У вигляді східчастої піраміди побудований храм Боробудур — пам'ятка буддійської культури 8 століття на Яві. Проте, храми пізніших часів будувалися на Яві під впливом індійської архітектури, про що свідчать вежі й шпилі храму Прамбанан. У 15 ст., в період пізнього Меджепегіту австронезійські елементи в архітектурі відродилися. Приклад цього — храм Чанді Сукух, що дещо нагадує мезоамериканські піраміди.

## Піраміди в Україні
В Україні відомі дві піраміди-усипальниці, збудовані в XIX ст. і обидві знаходяться на Полтавщині.
Піраміда Білевича — родова усипальниця Білевичів, побудована у 1877 році офіцером флоту Олександром Дмитровичем Білевичем. Піраміда, висотою 15 м розташовується в селі Комендантівка Полтавської області.
Піраміда Закревського — родова усипальниця родини Закревських у формі єгипетської піраміди висотою 10 м, побудована Гнатом Закревським наприкінці XIX ст. Знаходиться в селі Березова Рудка на Полтавщині. Побудована наприкінці XIX в. юристом Гнатом Закревським, який перебував на службі в імператора Олександра III, був членом масонської ложі і захоплювався єгипетською культурою.

## Сучасні піраміди

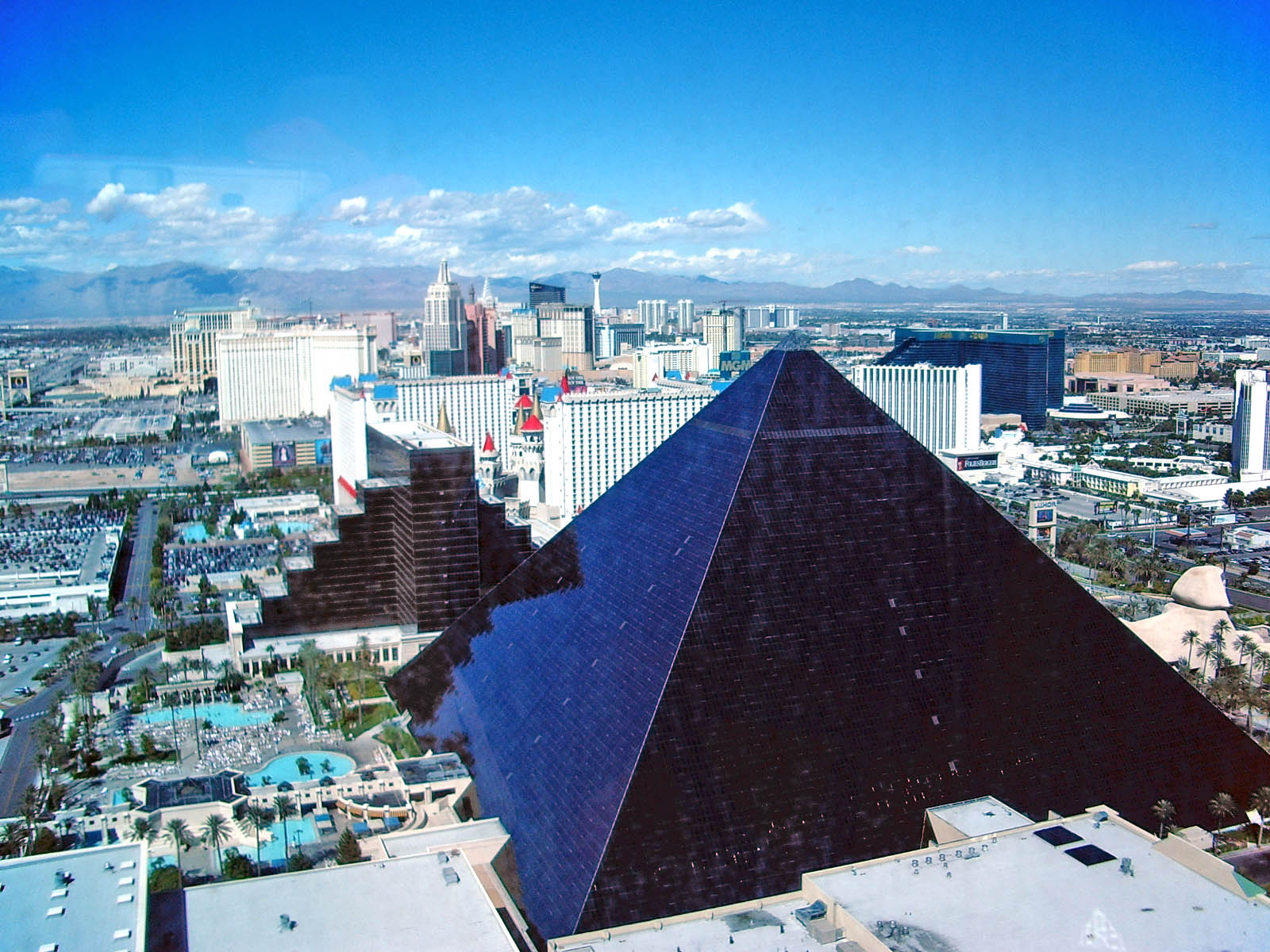
Готель Луксор у Лас-Вегасі (Невада, США)

Люди продовжують будувати піраміди і в сучасну еру. Яскравим прикладами цього є:
- Піраміда Лувра, 20,6 метра заввишки, яка служить входом у музей. Піраміда збудована зі скла у 1989 році американським архітектором Бей Юймінем.
- Готель Луксор — тридцятиповерхова споруда у Лас-Вегасі, висотою 110 м, збудована у 1993 році.
- Піраміда Волтера — вісімнадцятиповерхова у вигляді правильної піраміди багатоцільова арена на 5 000 місць в університетському містечку Лонг-Біч Державного університету в Лонг-Біч, штат Каліфорнія, відкрита у 1994 році, має висоту 105 м.
- Пірамід-Арена — на початках спортивна арена, розрахована на 20 142 місць, побудована у 1991 році в центральній частині Мемфісу (штат Теннессі) на березі річки Міссісіпі. Вистота будівлі — 98 м й розмір сторони основи — 180 м.
- Палац миру і злагоди — споруда у вигляді піраміди, висотою 42 м і стороною квадрата основи 42 м, споруджена у 2006 році за проєктом архітектора сера Нормана Фостера в Астані, столиці Казахстану

У Києві, на майдані Незалежності є невеличка пірамідка, чи може її так називають?

## Цікаво
- Пірамідам присвоюють унікальні властивості, на чому навіть базуються певні технічні рішення. Так, чеський радіоінженер Карел Дрбал запатентував спосіб заточки лез бритви у піраміді (патент Дрбала)[14][15]